# تیم ملی فوتبال ساحلی عربستان سعودی
تیم ملی فوتبال ساحلی عربستان سعودی نماینده عربستان سعودی در مسابقات بین‌المللی است.